# Marjorie (pjesma Taylor Swift)
"Marjorie" je pjesma američke kantautorice Taylor Swift s njenog devetog studijskog albuma, Evermore (2020.). Kao posveta Swiftinoj pokojnoj baki i opernoj pjevačici Marjorie Finlay, pjesma sadrži dijelove savjeta koje je Finlay dala svojoj unuci i dotiče Swiftinu krivnju jer nije u potpunosti poznavala svoju baku s majčine strane. Sadrži sporogoreće sintisajzere, žice i uzorke Finlayjevog opernog vokala.
Nakon objavljivanja albuma Evermore, "Marjorie" je dočekana s velikim odobravanjem kritike, uz pohvale za njezinu emotivnost, liričnost i produkciju. Mnogi kritičari odabrali su tu pjesmu kao vrhunac na albumu i nazvali je jednom od Swiftinih najdirljivijih pjesama. Komercijalno, "Marjorie" je dosegla broj 16 na Billboard Hot Rock & Alternative Songs ljestvici i ušla na razne druge ljestvice širom svijeta. Swift je pjesmu uvrstila na set listu turneje "The Eras Tour" (2023.).

## Pozadina
Prije nego što je izdala svoj deveti studijski album, Evermore, Swift je spomenula da će jedna od pjesama biti o njezinoj baki po majci. Pjesma i njezin video s tekstom objavljeni su 11. prosinca 2020. kao trinaesta pjesma na albumu. Pjesma je posveta njezinoj baki po majci, Marjorie Finlay, koja je rođena u Memphisu, Tennessee, 5. listopada 1928., a umrla 1. lipnja 2003. u Readingu, Pennsylvania. Finlay je inspirirao Swift da nastavi glazbenu karijeru.
Tekst pjesme strukturiran je poput napjeva, sastavljen od životnih lekcija koje je Swift naučila od Finlaya, uključujući: "Nikada ne budi tako ljubazan, zaboravio si biti pametan/ Nikad ne budi tako pametan, zaboravio si biti ljubazan". Pjesma također opisuje tugu i krivnju koju je Swift osjećala zbog sjećanja na svoju baku. Produkcija pjesme karakterizirana je zujanjem sintisajzera, žica, dronea, pulsa, violončela i pulsirajućeg aranžmana klavijature, koji završava elegantnim outrom. "Marjorie" također uključuje Finlayin sopran kao prateći vokal i sestrinska je pjesma "Epiphany", trinaeste pjesme na Swiftinom osmom studijskom albumu Folklore o Swiftinom djedu po ocu, Deanu.

## Zasluge
- Taylor Swift − glavni vokal, tekstopisac
- Aaron Dessner − producent, tekstopisac, snimač, programiranje bubnjarske mašine, dron, sint bas, klavir, akustična gitara
- Justin Vernon – prateći vokal, prorok-5
- Marjorie Finlay – prateći vokal
- Jonathan Low − vokalni snimač, mikser
- Bryce Dessner – orkestrator
- Greg Calbi - master
- Steve Fallone - majstor
- Bryan Devendorf – udaraljke, programer bubnjeva
- Ryan Olson – Allovers Hi-Hat Generator, rekorder
- Jason Treuting – palica za akorde, udaraljke
- Justin McAlister – mahunarke vermone
- Yuki Numata Resnick – violina
- Clarice Jensen – violončelo

## Ljestvice
| Ljestvice              | Najviša pozicija |
| ---------------------- | ---------------- |
| Argentina              | 57               |
| Kanada                 | 48               |
| SAD                    | 75               |
| Ujedinjeno Kraljevstvo | 97               |